# الکساندر گوسف (ورزشکار)
الکساندر گوسف (روسی: Алекса́ндр Петро́вич Гу́сев؛ ۲۱ فوریه ۱۹۵۵ – ۲۴ نوامبر ۱۹۹۴) ورزشکار هاکی روی چمن اهل اتحاد جماهیر شوروی سوسیالیستی بود.
وی در مسابقات کشوری و بین‌المللی در مجموع برندهٔ ۱ مدال برنز شده‌است.